# Argyris Kounadis
Argyris Kounadis (griechisch Αργύρης Κουνάδης, Vorname auch Arghyris transkribiert; * 14. Februar 1924 in Istanbul; † 22. November 2011 in Freiburg im Breisgau) war ein griechischer Komponist.
Kounadis studierte Klavier und Komposition in Athen bei Yannis Papaioannou und von 1958 bis 1962 in Freiburg im Breisgau bei Wolfgang Fortner. Seit 1963 war er Dozent an der Musikhochschule Freiburg und Leiter des Ensembles für Neue Musik in Freiburg. Er komponierte mehrere Opern, eine Sinfonietta, ein Klavierkonzert, eine Rhapsodie für Frauenstimme und Orchester, Werke in kammermusikalischer Besetzung sowie Filmmusiken.

## Opern
- Ho Gyrismos (Die Wiederkehr nach Kay Cicellis: The Way to Colonos), Oper, 1961, 1974, 1987–88
- Der Gummisarg (Libretto von Vasilios Ziogas), Oper, 1962
- Die verhexten Notenständer (nach Karl Valentin), Musiktheater, 1969, 1991
- Der Ausbruch (Libretto von Walter Jens), Oper, 1974
- Teiresias (Argyris Kounadis und Siegfried Schoenbohm), Revue 10 Szenen für großes Orchester und Multimedia, 1971–72
- Die Baßgeige (Libretto von Siegfried Schoenbohm, Wolfgang Rauter, Ludger Lütkehaus und Argyris Kounadis nach Anton Tschechow), Opera semiseria, 1978
- Lysistrata (Libretto von Ludger Lütkehaus und Argyris Kounadis nach Aristophanes), Oper, 1980–81
- Der Sandmann (nach E. T. A. Hoffmann), Oper, 1983
- Epilogos A (Libretto von Argyris Kounadis nach Miltos Sachtouris), Oper, 1989
- Epilogos B (Libretto von Argyris Kounadis nach Miltos Sachtouris), Oper, 1989
- Die Bakchen (Libretto von Argyris Kounadis und Siegfried Schoenbohm nach Euripides), lyrisches Drama, 1993–96

## Filmmusik (Auswahl)
- 1956: Das Mädchen in Schwarz (To koritsi me ta mavra)
- 1960: Der letzte Frühling (Eroica)
- 1961: Antigone (Andigoni)